# José García Mora
José García Mora, más conocido como El Cura Mora (* 1829- †1910). Nació en la ciudad de Plasencia. Fue una de las personas más influyentes en el norte de Extremadura durante el periodo anterior a la I República Española. 

## Biografía
Realizó estudios, además de en su ciudad natal, en cuyo seminario conciliar estudió Latín y Humanidades y Filosofía, en Valladolid y en Salamanca; en estas últimas ciudades adquirió los títulos de Doctor en Sagrada Teología y en Derecho Canónico.
Al ser ordenado sacerdote fue destinado a Piornal, donde permaneció entre los años 1854 y 1857; este último año fue destinado como párroco a Villanueva de la Vera al frente de cuya parroquia estaría hasta 1878 año en el que pasó a la de El Salvador, de Plasencia. Aunque aspiró a varias canongías, no alcanzó ninguna y únicamente fue nombrado "examinador sinodal" de las diócesis de Málaga y Álava.
Fue escritor, historiador, político, filósofo y teólogo. Por su formación inicial y por las circunstancias que vivía la Iglesia española en aquellas fechas, en sus escritos apologéticos intenta defender las ideas tradicionales frente a la de los intelectuales laicos y frente al protestantismo; por esto predomina en ellos el carácter conservador, más, a partir de 1866, cambia de orientación ideológica hasta el extremo de fundar, en 1869, la "Iglesia cristiana-liberal de Villanueva de la Vera" en la que, sin modificaciones dogmáticas, lo fundamental era unir elementos que las autoridades eclesiásticas consideraban antitéticos, como cristianismo y liberalismo e, incluso, republicanismo. 
En los Estatutos de esta Iglesia se conserva lo fundamental del dogma católico, pero se hace hincapié en el acercamiento al mensaje originario de Cristo y en la entrega del sacerdote a los demás hasta el extremo que se defiende, entre otros aspectos, la gratuidad en la administración de los sacramentos y se habla de la opcionalidad del celibato sacerdotal. 
En esta misma localidad, en 1870, creó el semanario de carácter satírico Los Neos sin Careta en el que critica la forma de vida de la jerarquía eclesiástica y, sobre todo, su ayuda al carlismo y su actitud contraria a la constitución liberal de 1869.
En este periodo de su vida conectó con el P Antonio Aguayo, el P. Cabrera y otros sacerdotes que deseaban reformar la Iglesia española acercándola a las doctrinas evangélicas, despojándole de las aportaciones de los concilios, bulas, documentos pontificios… por lo que caían dentro de la heterodoxia.
Por estas ideas, estando la diócesis en sede vacante, el vicario general de la diócesis, D. Godofredo Ros Biosca, le abrió un proceso canónico y el "cura Mora" acabaría retractándose en noviembre de 1871. 
Simultáneamente, en el orden político, había sido elegido síndico procurador en las elecciones municipales de 1868 y como tal llevó a cabo diferentes obras públicas en el pueblo: caminos, puentes, la fuente de la plaza y una escuela. En defensa de los intereses de los vecinos de Villanueva de la Vera se enfrentó al Sr. Godínez de Paz, diputado conservador, al que se le había adjudicado, en el proceso de la ley de desamortización de Pascual Madoz, la parte de la sierra que pertenecía al municipio. A la hora del amojonamiento, en julio de 1870, pretendió apropiarse de más hectáreas de las que le correspondían; por lo que se opuso, en nombre de los vecinos, el "cura Mora". Al ver frustrado su deseo, el Sr. Godínez de Paz levantó contra él una campaña ante las autoridades provinciales y nacionales en la que, por su declarado republicanismo federalista, le acusaba de pretender crear un cantón independiente en la localidad. A mediados de agosto de 1870, se presentó en el pueblo una compañía de guardias civiles para prenderle. El "cura Mora", tras lograr que no hubiese un enfrentamiento armado entre los vecinos y los civiles, logró salir del pueblo; al día siguiente su casa fue saqueada en busca de documentos que probasen la rebelión. Una amnistía de 1871 le permitió recuperar su cargo hasta 1878. 
En esta fecha se trasladó a la parroquia de El Salvador, ya en la ciudad de Plasencia; allí, años después, se enfrentó con el obispo conservador Pedro de Casas y Souto por cuestiones jurisdiccionales. Escribió libros de diferentes materias, y algunos opúsculos; alguno de ellos sobre su polémica con el obispo. Debido a los enfrentamientos que "el Cura Mora" tuvo a lo largo de su vida, en unos tuvo que acabar retractándose de 'sus errores' de manera pública; en otros, sufrió años de suspensión y confinamiento en su casa, situada en la Plaza Mayor de Plasencia, por fallar el Tribunal eclesiástico de Plasencia en su contra; mas, después, el de Toledo, de carácter superior, le dio la razón en su apelación contra el Obispo y ordenó que fuese restituido en sus funciones. En sus últimos años escribió de materias muy diversas, como un artículo sobre la música que publicó, en 1902, la Revista de Extremadura y unas indagaciones sobre materias relacionadas con la Física.

### Obras originales de José García Mora
1. La verdad religiosa ó exposición histórica, filosófica, moral y social de las doctrinas del catecismo católico en paralelo con las del protestantismo y filosofismo. 1864, Barcelona.
2. Retrato y dirección del hombre, 1864, Madrid.
3. El principio de autoridad vindicado y considerado en sus relaciones con el catolicismo, el protestantismo y el filosofismo. 1865 Barcelona
4. El poder temporal del Papa y la sociedad europea. (opúsculo) 1865
5. Los Huérfanos de Extramadura : Novela religiosa, moral, política y moral, 1865, Madrid.
6. Diario de un Párroco de aldea, 1865. Madrid . (En esta obra se hace propaganda, al final, de otras seis del autor: además de las 1, 2, 3, 5, y 7 del título siguiente: Organismo y dirección de sociedades.)
7. Consideraciones sociales y políticas sobre las antiguas Cortes y Hermandades de Castilla. Madrid. 1866.
8. Oración fúnebre por los mártires de la patria y de la libertad desde Padilla hasta Vallin, desde Villalar hasta Alcolea, pronunciada durante las exequias solemnes celebradas por el alma de los mismos el día 11 de octubre de 1868, en la iglesia parroquial de Villanueva de la Vera. Madrid, 1868, Imprenta Novedades.
9. Don Integro ó el Nuevo Quijote de Barcelona. Plasencia, 1885, Imprenta Hontiveros.
10. Biografía, vida y reivindicación de don José García Mora, Plasencia, sin fecha.)

### Sobre José García Mora o "El cura Mora"
1. Diego Blázquez Yáñez, El cura Mora, liberal y cismático, en la Alta Extremadura. Madrid, 1983.
2. Castañar, Fulgencio, El cura Mora, un sacerdote liberal y republicano en la España del siglo XIX. Cáceres, Veragredos, 2018, 420 páinas.
3. Drochon, Paul: “Un curé «liberal» sous la révolution de 1868. D José García Mora » (Les Melanges, -tome VI, octubre de 1970, revue de la Casa de Velázquez, Madrid). Este artículo se incorpora en la selección de artículos preparada por Clara E. Lida e Iris M. Zavala La revolución de 1868. Historia, Pensamiento, Literatura (Las Américas Publising Company, New York, 1970, págs. 273-292.
4. Juan Sánchez González, “Prensa y transmisión de ideología. El Federalismo placentino durante el Sexenio Democrático” (Revista de Extremadura, 2ª época, n.º 5, mayo-agosto de 1991, págs. 63-80).
5. José María Cobos y José M. Vaquero Martínez , “La física de José García Mora”; Revista de Extremadura, n.º 26, mayo-dic. 1998, págs. 139-152.

- Datos: Q5940007